# Globo de Cristal
Globo de Cristal é uma escola de samba de Ponta Grossa, Paraná.
Foi campeã pela primeira vez em 2008, sendo novamente campeã em 2010, quando apresentou como enredo a história dos carnavais antigos.

## Carnavais
| Ano  | Colocação    | Grupo | Enredo                                                                                                | Ref.        |
| ---- | ------------ | ----- | --- | ----------- |
| 2008 | Campeã       | Único | Descobrimento do Brasil – Dom Pedro I caiu no samba                                                   | [ 2 ] [ 4 ] |
| 2010 | Campeã       | Único | Recordar é Viver: a história do Carnaval passado que não volta mais – futuro que brilhará eternamente | [ 3 ]       |
| 2011 | 3º lugar     | Único | Minha Mãe Natureza                                                                                    | [ 5 ] [ 6 ] |
| 2012 | Vice-campeã  | Único | Do pecado nasci, do pecado criei: neste carnaval na avenida sou rei                                   | [ 7 ]       |
| 2013 | Sem concurso | Único | Minha mãe natureza                                                                                    | [ 8 ]       |
| 2014 | Campeã       | Único | Alegria!Alegria! Em festa de bamba todo mundo cai no samba                                            | [ 9 ]       |